# 科蘇特縣 (愛阿華州)
科蘇特县（英語：Kossuth County）是美国艾奥瓦州北部的一個縣，北鄰明尼蘇達州，面積2,524平方公里，是該州面積最大的縣。根據2020年美國人口普查，共有人口14,828人。縣治阿爾戈納（Algona）。該縣成立於1851年1月15日，縣政府成立於1856年3月1日；縣名紀念匈牙利革命家科苏特·拉约什。